# 長沼重隆
長沼 重隆（ながぬま しげたか、1890年（明治23年）1月17日 - 1982年（昭和57年）9月6日）は、日本の英文学者、翻訳家。特にアメリカ合衆国の詩人ウォルト・ホイットマンの研究や翻訳で知られている。

## 略歴
越後国西蒲原郡道上村（元は中之口村、現：新潟市西蒲区）出身。県立新潟女子短期大学の創立時に英文学科教授として迎えられた。

## 訳書

### 「草の葉」
- 『草の葉 - ウォルト・ホイツトマン詩集』（東興社）1929
- 『ウオルト・ホヰットマン全集01 - 草の葉』上（ホイットマン、日本読書購買利用組合）1946
- 『草の葉』上・下（ホイットマン、世界文学選書39：三笠書房）1950
- 『全訳 草の葉』上・下（ホイットマン、三笠書房）1953
- 『草の葉』（ホイットマン、角川文庫）1959
  - 『草の葉　ホイットマン詩集』（改訂版、角川文庫）1999
- 『草の葉』（ホイットマン、平凡社）1959

### 「ホイットマン詩集」
- 『ホイットマン詩集』（ホイットマン、白凰社）1966
  - 『ホイットマン詩集』愛蔵版（白凰社）1969
- 『ホイットマン詩集』（Walt Whitman、角川書店）1967.12
- 『ホイットマン詩集』（ホイットマン、白凰社、青春の詩集 外国篇 3）1975.5
- 『ホイットマン詩集』（ホイットマン、角川書店、カラー版 世界の詩集10）1978.6

### その他
- 『愛するものへの手紙 : ホイットマン書簡集』（荒地出版社）1958.5
- 『鴉その他の詩 / 草の葉』（エドガー・アラン・ポー / ウォルト・ホイットマン、平凡社）1969 - 前者は島田謹二訳